# Ideopsis endora
Ideopsis endora är en fjärilsart som beskrevs av Gray. Ideopsis endora ingår i släktet Ideopsis och familjen praktfjärilar. Inga underarter finns listade i Catalogue of Life.